# 서울마포초등학교
서울마포초등학교는 대한민국 서울특별시 마포구 도화동에 있는 공립 초등학교이다.

## 학교 연혁
- 1911년 6월 12일 마포공립보통학교(4년제) 개교
- 1923년 4월 1일 6년제 인가(여아 모집)
- 1935년 7월 6일 본관 신축 공사 준공(건축가 유상하)
- 1938년 4월 1일 경성마포공립심상소학교로 개칭[1]
- 1941년 4월 1일 경성마포공립국민학교로 개칭[2]
- 1996년 3월 1일 서울마포초등학교로 개칭[3]
- 2001년 4월 24일 병설유치원 개원
- 2001년 9월 1일 학교 재건축 공사 준공
- 2002년 3월 27일 재건축 개축식 및 도서실 전산화 개관
- 2011년 6월 10일 개교 100주년 기념식[4]
- 2011년 9월 1일 제24대 한금숙 교장 취임
- 2012년 12월 21일 종합놀이시설 설치
- 2013년 10월 19일 교내 스탠드 및 학교 담장 벽화그리기 사업
- 2013년 12월 4일 마포오케스트라 제3회 정기연주회
- 2016년 2월 16일 제102회 졸업식(154명)(총 36815명)
- 2016년 8월 22일 본관 전교실 천정형 냉난방기 설치
- 2016년 9월 1일 보건실 및 보건교육실 이전 및 설치
- 2017년 2월 17일 제103회 졸업식(150명)(총 36965명)
- 2017년 3월 1일 제25대 이봉숙 교장 취임

## 학교 상징
- 교화(校花) - 개나리 : 개나리는 우리나라 어디서든지 볼 수 있는 소박하고 친근감이 가는 꽃으로 야생적이고 생명력이 강한다.
- 교목(校木) - 느티나무 : 느티나무는 크게 자라고 수명도 길며 모습이 준수하고 그늘이 넓어 후덕스럽다.

## 참고 자료
- 서울마포초등학교 - 한국교육학술정보원 학교알리미